# 1992年のイギリスツーリングカー選手権
1992年のエッソ・RAC イギリスツーリングカー選手権 (1992 Esso RAC British Touring Car Championship season) は、イギリスツーリングカー選手権の35年目のシーズン。4月1日のシルバーストン・サーキットで開幕し、10月6日の同地における最終戦まで全13戦で争われた。

## レギュレーションの変更
- シリーズは前年までイングランドのみで開催されていたが、今年はスコットランド（ノックヒル）およびウェールズ（ペンブレイ）でも開催される。

## シーズン概要
1992年のイギリスツーリングカー選手権はシルバーストンで開幕し、ボクスホールのジョン・クレランドが厳しい冬季テストの甲斐あって新ラップタイムを記録して勝利した。クレランドはスラクストンでの第2戦も、トヨタのアンディ・ロウズを押さえて勝利した。前年のマニファクチャラーズタイトルを獲得したBMWは新型のBMW・318is（2.0リッターのS14エンジンのバリエーションを搭載）の開発に苦労した。ワークスチームのプロドライブのマシンはティム・サグデンと元F3000ドライバーのアラン・メニュがドライブし、セミワークスチームのヴィク・リー・レーシングのマシンはティム・ハーベイ、レイ・ベルム、スティーブ・ソパーがドライブする。しかしながらソパーはドイツツーリングカー選手権でのクラッシュに関与したことでBTCCの数ラウンドを欠場することとなる。
第3戦のオウルトン・パークでジョン・クレランドはトヨタワークスのウィル・ホイ、アンディ・ロウズのペアに先行したが、その後順位を落としトヨタの二人がレースをリードした。ホイはその後奇妙な電気的問題で一時的に減速しロウズに先行されるが、すぐにその差を取り戻す。ロウズが再びリードし1周回するが、ホイは再度抜き返した。再びホイに電気的問題が生じ、結局レースがロウズが勝利した。クレランドは11位でフィニッシュし、ロウズがポイントリーダーとなる。
第4戦のスネッタートンでホイはポールポジションを獲得、レースでもBMWのジョン・クレランドとアラン・メニュを押さえて勝利した。メニュはBMWに今シーズン初の表彰台をもたらした。第5戦の
ブランズ・ハッチではホイとロウズが共にリタイアし、トヨタのタイトル挑戦は大きく後退した。ホイはレース序盤でロウズとクレランドに先行したが、クレランドはすぐにロウズを抜き、ホイにプレッシャーをかけた。第2ラップのサーティース・コーナーでホイはプレッシャーからギアチェンジをミスし、クレランドが先頭に立つ。トヨタの2台はクレランドを追ってウェストフィールド・コーナーに入ったが、そこで両者は接触、フルスピードでバリアに突っ込んだ。クレランドは容易に勝利し、チームメイトのジェフ・アラムが2位、ピットスタートしたスティーブ・ソパーが3位となった。
シーズン最初のダブルヘッダーはドニントン・パークで行われ、ウィル・ホイはブランズ・ハッチでの不運にもかかわらず、ドニントン第1戦で勝利した。クレランドはレース終盤にコダード・コーナーでロウズに対して大胆に仕掛けて2位に入り、ロウズが3位となった。10分の休憩後に第2レースが始まった。第2レースのスタートは混乱に陥った。ロブ・グラヴェットのプジョー・405がコントロールを失ってピットウォールに接触、ジェフ・アラムとロウズが巻き込まれた。ティム・ハーヴェイは、オールド・ヘアピンでクレランドのミスを利用してボクスホールにプレッシャーをかけたが、2人のバトルの間にレース1勝者のホイとボクスホールのデイビッド・レズリーがバトルに加わり、レズリーが最初にリードしたが、エッセでホイがレズリーを抜き、ハーベイが続いた。6周目にハーベイはメルボルン・ヘアピンでリードを奪い、ホイのプレッシャーを受けながらも勝利した。
クレランドは4位に入り、ポイントリーダーとなった。彼は104ポイントを獲得したが、レースの勝者ハーベイは39ポイントでランキング5位にとどまった。この時点でクレランド、ホイ、ロウズ、アラムがタイトル争いをリードする。
シルバーストーン・ラウンドはイギリスグランプリのサポートレースであった。ジェフ・アラムがシーズン初勝利を達成した。アラムはベケッツでチームメイトのクレランドを抜いて勝利した。苦戦したクレランドは最終的にホイに次いで3位に終わった。アラムはこの勝利でランキング3位に浮上、ランキング2位はレースの序盤にエンジンの問題で悩まされた後リタイアとなったアンディ・ロウズであった。
続くノックヒルはBTCC初開催であった。大雨でパレードが台無しになったが、このイベントは印象的なものだった。後のWRCチャンピオン、コリン・マクレーがBMWからゲスト参戦し、レース1で8位入賞、レース2ではマット・ニールに対して危険な追い抜きをしたため失格となった。マクレーのチームメイトとなったアラン・メニュは予選後にパドックでクアッドバイクから落ちて足を負傷し、欠場となった。彼の代役としてシーズン残りに参戦したのはクリス・ニッセンであった。
デイビッド・レズリーが先行したが、すぐに同じボクスホールのジェフ・アラムからプレッシャーを受ける。前戦シルバーストンで勝利したワークスのボクスホールはハンドリングが良く、レズリーはありふれたミスを犯しアラムはそれを見逃さなかった。リードを奪ったアラムはそのままティム・ハーベイとアンディ・ロウズを押さえて勝利した。第2レースではハーベイがアラムとクレランドを押さえて勝利した。
ペンブレイでは初のBTCCが行われた。ウェットコンディションの中、ポールポジションを獲得したハーベイがスタートからフィニッシュまでレースをリードした。チームメイトのスティーブ・ソパーはハーベイにプレッシャーをかけ続けたが、追い抜くことはできず2位でレースを終えた。ティム・サグデンはかなり遅れて3位に入った。これまでアンディ・ロウズはタイトル争いからかなり後れをとっており、チームメイトのウィル・ホイを支援することに集中していた。タイトル争いはホイ、ボクスホールのクレランドとアラム、チームメイトのスティーブ・ソパーから支援を受けるティム・ハーベイに限られてきた。ソパーはドイツツーリングカー選手権でのクラッシュによる欠場も済み、シーズン残りのレース全てに出場することとなった。
ブランズ・ハッチは第12戦と第13戦、二度目のダブルヘッダーが開催された。第1レースはタイトル争いに関わる全てのドライバーによる近接したバトルで始まった。ソパーがハーベイを引き連れBMWによる1－2が形成され、ホイとロウズのトヨタが続き、ボクスホールのクレランドとアラムがその後に続いた。ホイはハーベイをパスし、ドゥルーズのアウト側でソパーにアタックしたが、賢明ではない動きのため3位に戻った。ソパーはその後煙を上げハーベイのリードを許したが、ホイをブロックするために移動した。ソパーは最終的にリタイアを余儀なくされたが、ハーベイは後続に大きなギャップを保持し、第1レースの勝利を獲得した。ホイはクレランドとアラムを押さえて2位に入った。
ハーベイは第2レースではポールポジションからスタートし、第1レースよりも僅差でホイを押さえて勝利した。クレランドは3位であった。ドニントン・パークの第14ラウンドでは、ヴィク・リー・モータースポーツの二人がレースを支配した。ハーベイが優勝し、ソパーが2位と1－2を決めた。クレランドは再び3位に入った。シルバーストンでの最終戦に先立って、ハーベイとクレランドを隔てたのはたった1つのポイントであった。アラムはタイトル争いにとどまるための結果を出すことができなかった。しかしウィル・ホイにはまだタイトルを取る可能性があった。
最終戦の予選は予期せぬことに、サポートドライバーが上位を占めるトップヘビーとなった。アンディ・ロウズがポールポジションを獲得し、2番手がジェフ・アラム、3番手はトヨタのサードドライバーのジュリアン・ベイリー、4番手がスティーブ・ソパーだった。タイトル争いをするクレランド、ホイ、ハーベイはそれぞれ7番手、9番手、12番手からスタートする。ホイとハーベイは共に順調なスタートを切り、ホイは最初のラップでクレランドをパスした。4番手のソパーはボクスホールのレズリーと3位争いを繰り広げるが、両者は接触しソパーがスピンアウトした。ソパー車はロブ・グラヴェットによって押し戻され、ソパーはコースに最下位で復帰できたが、彼のBMWは後部に大きなダメージを受けていた。
その後、ホイ、ハーベイ、クレランドは、4位、5位、6位の順で追いついた。ソパーは7位まで追い上げたが、車のダメージを考えると信じられないほどのペースで走行したようだった。残り2周、ハーベイはコプセでホイにアタックし、2台はハーベイが内側のサイドバイサイドでコーナーを抜けた。コーナーの出口でハーベイは大きくドリフトし縁石に乗り上げ、ホイをグリーンに押し出した。これによってクレランドとソパーが二台の前に出る。今度はクレランドが4位（タイトルを獲得できる順位）、ソパー5位、ハーベイ6位、ホイ7位となる。その後すぐにソパーはクラブの入り口でクレランドをパスして4位となり、BMWの2台がクレランドを挟む形となった。アビーを走行するクレランドはボクスホールのオンボードカメラでソパーに指でサインを示しているのを見ることができた。
アビーを出るとクレランドはコースの左側に移動し、ブリッジのアウト側を通るために自車を立ち上げようとした。一方、ハーベイはアビーを抜けるとクレランドの右側に移動した。クレランドは防衛に移ったが、ハーベイはブリッジの中で彼をパスすることができた。ソパーはすぐに途中で飛び出し、ハーベイを4位に押し上げ、ハーベイの後ろに入ってクレランドに対して彼を守った。3台はテールツーノーズでプライオリーを通ったが、ブルックランズでクレランドは5位を狙ってソパーの内側に飛び込んだ。ソパーがドアを閉めたため2台は接触し、ボクスホールは2輪が持ち上がった。ブルックランズの出口でクレランドは車半分ソパーの前に出た。ルフィールドの入り口でソパーはコース外側の芝を使ってクレランドのインサイドに飛び込み、2台は再び接触してバリアに突っ込んだ。ソパーとクレランドは両者ともその場でリタイアを余儀なくされた。
残り1ラップでハーベイは4位を巡航、タイトルを確実なものとした、ホイは3秒遅れの5位であった。アンディ・ロウズはジェフ・アラムに0.1秒差で勝利し、3位のデイビッド・レズリーとは0.7秒差であった。
これはBTCCの歴史において最も議論の余地のある瞬間の一つであった。タイトルを奪われることとなったソパーの動きについてクレランドは、「The man is an animal！」とコメントした。ハーベイは152ポイントでタイトルを獲得し、2位のホイとは3ポイント差、3位のクレランドとは7ポイント差であった。ジェフ・アラムは137ポイントで4位、アンディ・ロウズは128ポイントで5位となった。
クレランドは11月1日にドニントンパークで行われたTOCA戦で勝利したため、それが幾ばくかの慰めとなった。このレースはキース・オドールがオールドヘアピンで激しくクラッシュし、彼の日産・プリメーラがコントロール不能になってフェンスに突っ込んだことで記憶される。クレランドはロブ・グラヴェット、デイビッド・レズリー、イアン・フラックスらを抑えて優勝し、賞金12000ポンドを獲得した。

## 参加チームおよびドライバー

### BTCC
| チーム                             | 車両                         | No.                | ドライバー               | 出場ラウンド       |
| マニファクチャラー                 | マニファクチャラー           | マニファクチャラー | マニファクチャラー       | マニファクチャラー |
| ---------------------------------- | ---------------------------- | ------------------ | ------------------------ | ------------------ |
| Team Securicor ICS Toyota          | トヨタ・カリーナ             | 1                  | ウィル・ホイ             | 全戦               |
| Team Securicor ICS Toyota          | トヨタ・カリーナ             | 3                  | アンディ・ロウズ         | 全戦               |
| Team Securicor ICS Toyota          | トヨタ・カリーナ             | 14                 | ソーキルド・サイリング   | 1-6                |
| Team Securicor ICS Toyota          | トヨタ・カリーナ             | 14                 | ジュリアン・ベイリー     | 10-12              |
| ボクスホール・スポーツ             | ボクスホール・キャバリエ     | 2                  | ジョン・クレランド       | 全戦               |
| ボクスホール・スポーツ             | ボクスホール・キャバリエ     | 6                  | ジェフ・アラム           | 全戦               |
| M Team Shell Racing with Listerine | BMW・318is                   | 4                  | スティーブ・ソパー       | 2-3, 5-6, 8-12     |
| M Team Shell Racing with Listerine | BMW・318is                   | 5                  | レイ・ベルム             | 1-9                |
| M Team Shell Racing with Listerine | BMW・318is                   | 8                  | ティム・ハーベイ         | 全戦               |
| M Team Mobil                       | BMW・318is                   | 10                 | ティム・サグデン         | 全戦               |
| M Team Mobil                       | BMW・318is                   | 30                 | アラン・メニュ           | 1-8                |
| M Team Mobil                       | BMW・318is                   | 30                 | クリス・ニッセン         | 9-12               |
| M Team Mobil                       | BMW・318is                   | 50                 | コリン・マクレー         | 8                  |
| Peugeot Talbot Sport               | プジョー・405 Mi16           | 17                 | イアン・フラックス       | 12                 |
| Peugeot Talbot Sport               | プジョー・405 Mi16           | 45                 | ロブ・グラヴェット       | 1-7, 9-12          |
| ニッサン・ヤンスピード・レーシング | ニッサン・プリメーラ eGT     | 23                 | キース・オードア         | 全戦               |
| ニッサン・ヤンスピード・レーシング | ニッサン・プリメーラ eGT     | 24                 | アンディ・ミドルハースト | 1-9                |
| ニッサン・ヤンスピード・レーシング | ニッサン・プリメーラ eGT     | 24                 | ジェームズ・ウィーバー   | 10-12              |
| ニッサン・ヤンスピード・レーシング | ニッサン・プリメーラ eGT     | 34                 | ティフ・ニーデル         | 12                 |
| シェル・マツダ・レーシングチーム   | マツダ・323F                 | 32                 | パトリック・ワッツ       | 全戦               |
| Peugeot Italia Team                | プジョー・405 Mi16           | 46                 | ゲイリー・アイルズ       | 11                 |
| Ecurie Ecosse Vauxhall             | ボクスホール・キャバリエ     | 78                 | ボビー・バードン＝ロー   | 1-8                |
| Ecurie Ecosse Vauxhall             | ボクスホール・キャバリエ     | 78                 | アレックス・ポートマン   | 9-12               |
| Ecurie Ecosse Vauxhall             | ボクスホール・キャバリエ     | 79                 | デイビッド・レズリー     | 全戦               |
| インディペンデント                 |                              |                    |                          |                    |
| Park Lane レーシング               | トヨタ・カリーナ             | 11                 | ジェームズ・ケイ         | 全戦               |
| リムストック・レーシング           | BMW・M3                      | 12                 | マット・ニール           | 1-11               |
| リムストック・レーシング           | BMW・318is                   | 12                 | マット・ニール           | 12                 |
| Bristow Motorsport                 | BMW・M3                      | 15                 | ローレンス・ブリストウ   | 1, 7, 9            |
| ジャッジ・ディベロップメンツ       | フォード・シエラRSコスワース | 16                 | デニス・リーチ           | 7, 9-12            |
| Roy Kennedy レーシング             | BMW・M3                      | 17                 | イアン・フラックス       | 1-3, 7             |
| Techspeed レーシング               | BMW・M3                      | 20                 | ショーン・ウォーカー     | 1-7, 9-12          |
| Techspeed レーシング               | BMW・M3                      | 22                 | カール・ジョーンズ       | 1-8                |
| Techspeed レーシング               | BMW・M3                      | 33                 | ガイ・ポヴェイ           | 1                  |
| Techspeed レーシング               | BMW・M3                      | 33                 | アリステア・ライアル     | 12                 |
| イアン・フォレスト                 | BMW・M3                      | 25                 | イアン・フォレスト       | 8, 12              |

### ToCA シュートアウト
| チーム                       | 車両                         | No.                | ドライバー             |
| マニファクチャラー           | マニファクチャラー           | マニファクチャラー | マニファクチャラー     |
| ---------------------------- | ---------------------------- | ------------------ | ---------------------- |
| ボクスホール・スポーツ       | ボクスホール・キャバリエ     | 2                  | ジョン・クレランド     |
| ボクスホール・スポーツ       | ボクスホール・キャバリエ     | 6                  | ジェフ・アラム         |
| Team Securicor ICS Toyota    | トヨタ・カリーナ             | 3                  | アンディ・ロウズ       |
| Nissan ヤンスピード Racing   | ニッサン・プリメーラ eGT     | 23                 | キース・オードア       |
| Peugeot Talbot Sport         | プジョー・405 Mi16           | 45                 | ロブ・グラヴェット     |
| Peugeot Talbot Sport         | プジョー・405 Mi16           | 46                 | イアン・フラックス     |
| Ecurie Ecosse Vauxhall       | ボクスホール・キャバリエ     | 78                 | アレックス・ポートマン |
| Ecurie Ecosse Vauxhall       | ボクスホール・キャバリエ     | 79                 | デイビッド・レズリー   |
| インディペンデント           |                              |                    |                        |
| Park Lane Racing             | トヨタ・カリーナ             | 11                 | ジェームズ・ケイ       |
| リムストック・レーシング     | BMW・318is                   | 12                 | マット・ニール         |
| ジャッジ・ディベロップメンツ | フォード・シエラRSコスワース | 16                 | デニス・リーチ         |

## 開催カレンダーと優勝者
| ラウンド | ラウンド | サーキット                               | 開催日  | ポールポジション     | ファステストラップ | 優勝ドライバー     | 優勝チーム                  | 優勝プライベーター   |
| -------- | -------- | ---------------------------------------- | ------- | -------------------- | ------------------ | ------------------ | --------------------------- | -------------------- |
| 1        | R1       | シルバーストン・サーキット（ナショナル） | 4月5日  | ジョン・クレランド   | ジョン・クレランド | ジョン・クレランド | ボクスホール・スポーツ      | イアン・フラックス   |
| 2        | R2       | スラクストン・サーキット                 | 4月20日 | ジョン・クレランド   | ジェフ・アラム     | ジョン・クレランド | ボクスホール・スポーツ      | イアン・フラックス   |
| 3        | R3       | オウルトン・パーク（インターナショナル） | 5月4日  | ウィル・ホイ         | ウィル・ホイ       | アンディ・ロウズ   | Team Securicor ICS Toyota   | ジェームズ・ケイ     |
| 4        | R4       | スネッタートン・サーキット               | 5月24日 | ウィル・ホイ         | ウィル・ホイ       | ウィル・ホイ       | Team Securicor ICS Toyota   | ショーン・ウォーカー |
| 5        | R5       | ブランズ・ハッチ（グランプリ）           | 6月7日  | ウィル・ホイ         | スティーブ・ソパー | ジョン・クレランド | ボクスホール・スポーツ      | マット・ニール       |
| 6        | R6       | ドニントン・パーク（グランプリ）         | 6月21日 | ウィル・ホイ         | スティーブ・ソパー | ウィル・ホイ       | Team Securicor ICS Toyota   | マット・ニール       |
| 6        | R7       | ドニントン・パーク（グランプリ）         | 6月21日 |                      | ウィル・ホイ       | ティム・ハーベイ   | Mチーム・シェル・レーシング | マット・ニール       |
| 7        | R8       | シルバーストン・サーキット（グランプリ） | 7月11日 | ジョン・クレランド   | ウィル・ホイ       | ジェフ・アラム     | ボクスホール・スポーツ      | ジェームズ・ケイ     |
| 8        | R9       | ノックヒル・サーキット                   | 7月26日 | デイビッド・レズリー | ジェフ・アラム     | ジェフ・アラム     | ボクスホール・スポーツ      | マット・ニール       |
| 8        | R10      | ノックヒル・サーキット                   | 7月26日 |                      | ジョン・クレランド | ティム・ハーベイ   | Mチーム・シェル・レーシング | ジェームズ・ケイ     |
| 9        | R11      | ペンブレイ・サーキット                   | 8月9日  | ティム・ハーベイ     | スティーブ・ソパー | ティム・ハーベイ   | Mチーム・シェル・レーシング | ショーン・ウォーカー |
| 10       | R12      | ブランズ・ハッチ・インディ               | 8月31日 | スティーブ・ソパー   | アンディ・ロウズ   | ティム・ハーベイ   | Mチーム・シェル・レーシング | マット・ニール       |
| 10       | R13      | ブランズ・ハッチ・インディ               | 8月31日 |                      | ウィル・ホイ       | ティム・ハーベイ   | Mチーム・シェル・レーシング | マット・ニール       |
| 11       | R14      | ドニントン・パーク（グランプリ）         | 9月20日 | デイビッド・レズリー | スティーブ・ソパー | ティム・ハーベイ   | Mチーム・シェル・レーシング | ジェームズ・ケイ     |
| 12       | R15      | シルバーストン・サーキット（グランプリ） | 10月4日 | アンディ・ロウズ     | スティーブ・ソパー | アンディ・ロウズ   | Team Securicor ICS Toyota   | ジェームズ・ケイ     |

## ランキング

### ドライバーズ・チャンピオンシップ
| 順位 | ドライバー               | SIL | THR | OUL | SNE | BHGP | DON | DON | SIL | KNO | KNO | PEM | BHI | BHI | DON | SIL | ポイント |
| ---- | ------------------------ | --- | --- | --- | --- | ---- | --- | --- | --- | --- | --- | --- | --- | --- | --- | --- | -------- |
| 1    | ティム・ハーベイ         | 8   | 8   | 4   | Ret | 6    | 4   | 1   | 4   | 2   | 1   | 1   | 1   | 1   | 1   | 4   | 152      |
| 2    | ウィル・ホイ             | 4   | 4   | 2   | 1   | Ret  | 1   | 2   | 2   | 5   | Ret | 5   | 2   | 2   | 4   | 5   | 149      |
| 3    | ジョン・クレランド       | 1   | 1   | 11  | 2   | 1    | 2   | 4   | 3   | DSQ | 3   | Ret | 4   | 3   | 3   | Ret | 145      |
| 4    | ジェフ・アラム           | 3   | 3   | 3   | 6   | 2    | 5   | Ret | 1   | 1   | 2   | 6   | 5   | 9   | 14  | 2   | 137      |
| 5    | アンディ・ロウズ         | 2   | 2   | 1   | 4   | Ret  | 3   | Ret | Ret | 3   | 4   | 13  | 3   | 4   | 6   | 1   | 128      |
| 6    | スティーブ・ソパー       |     | 5   | 8   |     | 3    | 17  | 3   |     | 4   | 6   | 2   | Ret | 5   | 2   | Ret | 77       |
| 7    | デイビッド・レズリー     | 7   | 7   | 5   | 5   | 5    | 6   | 5   | 7   | Ret | DNS | 7   | 6   | 6   | 10  | 3   | 66       |
| 8    | ティム・サグデン         | 5   | 14  | 9   | 9   | 4    | 8   | 7   | 11  | Ret | DNS | 3   | 9   | 13  | Ret | 6   | 43       |
| 9    | アラン・メニュ           | 10  | 6   | 6   | 3   | Ret  | Ret | Ret | 9   | DNS | DNS |     |     |     |     |     | 27       |
| 10   | ジェームズ・ケイ         | Ret | Ret | 13  | Ret | 13   | 14  | Ret | 5   | 12  | 9   | 14  | Ret | 12  | 5   | 8   | 19       |
| 11   | クリス・ニッセン         |     |     |     |     |      |     |     |     |     |     | 4   | 7   | 7   | Ret | 7   | 18       |
| 12   | キース・オードア         | 6   | 15  | 12  | Ret | 7    | 16  | 8   | 10  | 10  | 7   | 9   | 10  | 8   | Ret | Ret | 17       |
| 13   | レイ・ベルム             | 9   | Ret | 10  | 12  | Ret  | 7   | 10  | 6   | 6   | 8   | DNS |     |     |     |     | 15       |
| 14   | ボビー・バードン＝ロー   | 11  | 16  | 7   | 13  | 9    | 11  | 9   | 8   | Ret | Ret |     |     |     |     |     | 9        |
| 15   | アンディ・ミドルハースト | 19  | 10  | 17  | 8   | Ret  | 9   | 6   | 14  | 9   | DNS | 12  |     |     |     |     | 7        |
| 16   | マット・ニール           | 14  | Ret | Ret | Ret | 8    | 13  | 11  | Ret | 7   | Ret | 15  | 11  | 10  | Ret | 12  | 5        |
| 17   | ソーキルド・サイリング   | Ret | Ret | Ret | 7   | 10   | 18  | Ret |     |     |     |     |     |     |     |     | 5        |
| 18   | パトリック・ワッツ       | Ret | 12  | 14  | 11  | Ret  | 12  | Ret | Ret | Ret | 5   | 11  | 8   | Ret | Ret | 11  | 5        |
| 19   | ゲイリー・アイルズ       |     |     |     |     |      |     |     |     |     |     |     |     |     | 7   |     | 4        |
| 20   | ショーン・ウォーカー     | 13  | 11  | 15  | 10  | 14   | 15  | Ret | Ret |     |     | 8   | 14  | 14  | 12  | 14  | 4        |
| 21   | イアン・フラックス       | 12  | 9   | Ret |     |      |     |     | 16  |     |     |     |     |     |     | 9   | 4        |
| 22   | ジェームズ・ウィーバー   |     |     |     |     |      |     |     |     |     |     |     | 13  | 11  | 8   | Ret | 3        |
| 23   | ジュリアン・ベイリー     |     |     |     |     |      |     |     |     |     |     |     | 16  | Ret | 9   | 13  | 2        |
| 24   | ロブ・グラヴェット       | 15  | Ret | Ret | Ret | 11   | 10  | Ret | 15  |     |     | 10  | 12  | Ret | 11  | 16  | 1        |
| 25   | コリン・マクレー         |     |     |     |     |      |     |     |     | 8   | DSQ |     |     |     |     |     | 1        |
| 26   | ティフ・ニーデル         |     |     |     |     |      |     |     |     |     |     |     |     |     |     | 10  | 1        |
| 27   | イアン・フォレスト       |     |     |     |     |      |     |     |     | 11  | 10  |     |     |     |     | Ret | 0        |
| 28   | カール・ジョーンズ       | 16  | 13  | 16  | Ret | 12   | Ret | DNS | 13  | Ret | DNS |     |     |     |     |     | 0        |
| 29   | ローレンス・ブリストウ   | 17  |     |     |     |      |     |     | 12  |     |     | DNS |     |     |     |     | 0        |
| 30   | デニス・リーチ           |     |     |     |     |      |     |     | Ret |     |     | 17  | 15  | 15  | 13  | 15  | 0        |
| 31   | アレックス・ポートマン   |     |     |     |     |      |     |     |     |     |     | 16  | Ret | DNS | 15  | Ret | 0        |
| 32   | アリステア・ライアル     |     |     |     |     |      |     |     |     |     |     |     |     |     |     | 17  | 0        |
| 33   | ガイ・ポヴェイ           | 18  |     |     |     |      |     |     |     |     |     |     |     |     |     |     | 0        |
| 順位 | ドライバー               | SIL | THR | OUL | SNE | BHGP | DON | DON | SIL | KNO | KNO | PEM | BHI | BHI | DON | SIL | ポイント |

| 色     | 結果                  |
| ------ | --------------------- |
| 金色   | 優勝                  |
| 銀色   | 2位                   |
| 銅色   | 3位                   |
| 緑     | ポイント圏内完走      |
| 青灰色 | ポイント圏外完走      |
| 青灰色 | 周回数不足 (NC)       |
| 紫     | リタイヤ (Ret)        |
| 赤     | 予選不通過 (DNQ)      |
| 赤     | 予備予選不通過 (DNPQ) |
| 黒     | 失格 (DSQ)            |
| 白     | スタートせず (DNS)    |
| 白     | エントリーせず (WD)   |
| 白     | レースキャンセル (C)  |
| 空欄   | 欠場                  |
| 空欄   | 出場停止処分 (EX)     |

- 注： 太字はポールポジション, 斜体はファステストラップ.

### マニファクチャラーズ・チャンピオンシップ
| 順位 | マニファクチャラー                                         | SIL | THR | OUL | SNE | BHGP | DON | DON | SIL | KNO | KNO | PEM | BHI | BHI | DON | SIL | ポイント |
| ---- | ---------------------------------------------------------- | --- | --- | --- | --- | ---- | --- | --- | --- | --- | --- | --- | --- | --- | --- | --- | -------- |
| 1    | ボクスホール / ボクスホール・スポーツ/エキュリー・エコッセ | 1   | 1   | 3   | 2   | 1    | 2   | 4   | 1   | 1   | 2   | 6   | 4   | 3   | 3   | 2   | 136      |
| 2    | BMW / M Team Shell Racing/M Team Mobil                     | 5   | 5   | 4   | 3   | 3    | 4   | 1   | 4   | 2   | 1   | 1   | 1   | 1   | 1   | 4   | 134      |
| 3    | トヨタ / Team Securicor ICS Toyota                         | 2   | 2   | 1   | 1   | 10   | 1   | 2   | 2   | 3   | 4   | 5   | 2   | 2   | 4   | 1   | 134      |
| 4    | ニッサン / ニッサン・ヤンスピード・レーシング              | 6   | 10  | 12  | 8   | 7    | 9   | 6   | 10  | 9   | 7   | 9   | 10  | 8   | 8   | 10  | 96       |
| 5    | プジョー / Peugeot Talbot Sport/Peugeot Italia Team        | 15  | Ret | Ret | Ret | 11   | 10  | Ret | 15  |     |     | 10  | 12  | Ret | 11  | 9   | 49       |
| 6    | マツダ / シェル・マツダ・レーシングチーム                  | Ret | 12  | 14  | 11  | Ret  | 12  | Ret | Ret | Ret | 5   | 11  | 8   | Ret | Ret | 11  | 48       |
| 順位 | マニファクチャラー                                         | SIL | THR | OUL | SNE | BHGP | DON | DON | SIL | KNO | KNO | PEM | BHI | BHI | DON | SIL | ポイント |

### TOCAチャレンジカップ（プライベーター対象）
| 順位 | ドライバー             | SIL | THR | OUL | SNE | BHGP | DON | DON | SIL | KNO | KNO | PEM | BHI | BHI | DON | SIL | ポイント |
| ---- | ---------------------- | --- | --- | --- | --- | ---- | --- | --- | --- | --- | --- | --- | --- | --- | --- | --- | -------- |
| 1    | ジェームズ・ケイ       | Ret | Ret | 13  | Ret | 13   | 14  | Ret | 5   | 12  | 9   | 14  | Ret | 12  | 5   | 8   | 71       |
| 2    | マット・ニール         | 14  | Ret | Ret | Ret | 8    | 13  | 11  | Ret | 7   | Ret | 15  | 11  | 10  | Ret | 12  | 68       |
| 3    | ショーン・ウォーカー   | 13  | 11  | 15  | 10  | 14   | 15  | Ret | Ret |     |     | 8   | 14  | 14  | 12  | 14  | 63       |
| 4    | イアン・フラックス     | 12  | 9   | Ret |     |      |     |     | 16  |     |     |     |     |     |     |     | 21       |
| 5    | カール・ジョーンズ     | 16  | 13  | 16  | Ret | 12   | Ret | DNS | 13  | Ret | DNS |     |     |     |     |     | 21       |
| 6    | デニス・リーチ         |     |     |     |     |      |     |     | Ret |     |     | 17  | 15  | 15  | 13  | 15  | 17       |
| 7    | イアン・フォレスト     |     |     |     |     |      |     |     |     | 11  | 10  |     |     |     |     | Ret | 12       |
| 8    | ローレンス・ブリストウ | 17  |     |     |     |      |     |     | 12  |     |     | DNS |     |     |     |     | 8        |
| 9    | アリステア・ライアル   |     |     |     |     |      |     |     |     |     |     |     |     |     |     | 17  | 2        |
| 10   | ガイ・ポヴェイ         | 18  |     |     |     |      |     |     |     |     |     |     |     |     |     |     | 1        |
| 順位 | ドライバー             | SIL | THR | OUL | SNE | BHGP | DON | DON | SIL | KNO | KNO | PEM | BHI | BHI | DON | SIL | ポイント |